# Ginger Snaps Back: The Beginning
Ginger Snaps Back: The Beginning är en kanadensisk film från 2004. Den är uppföljare till Ginger Snaps och Ginger Snaps 2: Unleashed.